# 4063 Euforbo
4063 Euforbo este un asteroid descoperit pe 1 februarie 1989 de Oss. San Vittore.